# 伊那西部広域農道
伊那西部広域農道（いなせいぶこういきのうどう）は、長野県上伊那郡箕輪町沢（さわ）の国道153号との交差点から上伊那郡南箕輪村を経て、同県伊那市西春近（にしはるちか）までを結ぶ広域農道である。伊那市と上伊那郡宮田村の境にて伊那中部広域農道に接続する。
起点が中央自動車道伊北インターチェンジに近接しており、中央自動車道および長野県道88号伊那箕輪線と平行して走る上に、信号が比較的少ない。そのため、特に夜間は速度超過気味に疾走する大型トラックが多い。沿線には、大手中小含めて多数の運送会社の事業所が目に付く。

## 沿線に事業所を置く運送会社一覧
- 日本通運
- 日本電産ロジスティックス
- アルプス物流
- 福山通運
- 大谷総業運輸倉庫(倉庫のみ)
- ヤマト運輸
- 信州名鉄運輸
- 阿南自動車
- 西濃運輸
- 上伊那貨物自動車

## 沿線の主な施設
- 長野県南信工科短期大学校
- 伊那西高等学校

## 沿線の観光地
- 信州伊那梅苑（箕輪町）
- 大芝高原（南箕輪村）
- 中央道伊那スキーリゾート（伊那市）
- かんてんぱぱガーデン

## 交差・接続する主な道路
- 国道153号 (箕輪町 沢上北交差点)
- 長野県道88号伊那箕輪線
- 長野県道426号吹上北殿線 (南箕輪村 高根交差点)
- 長野県道476号伊那インター西箕輪線 (伊那市 大萱交差点)
- 国道361号-権兵衛峠道路 (南箕輪村 中の原交差点)
- 長野県道443号内ノ萱伊那線 (伊那市 小澤交差点)
- 長野県道202号伊那駒ヶ岳線
- 伊那中部広域農道